# (33800) Gross
(33800) Gross est un astéroïde de la ceinture principale.

## Description
(33800) Gross est un astéroïde de la ceinture principale. Il fut découvert le 8 novembre 1999 à Fountain Hills (Arizona) par Charles W. Juels. Il présente une orbite caractérisée par un demi-grand axe de 3,21 UA, une excentricité de 0,05 et une inclinaison de 22,5° par rapport à l'écliptique.

## Compléments